# OriHime
OriHime（オリヒメ）は、株式会社オリィ研究所が開発した遠隔操作（テレオペレーション）可能なヒト型ロボット（アバターロボット）で、主に身体的または地理的な制約により現地に赴くことが難しい人々が社会参加できるように設計されている。

## 概要
OriHimeは、インターネットを通じてスマートフォンやパソコンから操作可能で、カメラ、マイク、スピーカーを搭載し、遠隔地からでもその場にいるかのようなコミュニケーションを実現する。このロボットは、障害者や外出困難者の社会参加（バリアフリー）を促進し、孤独の解消を目指す理念に基づいている。

## 開発と歴史
オリィ研究所は2012年9月に設立された。その起源は2007年に遡り、当初は吉藤健太朗による1人活動サークルとして始まった。OriHimeの開発は2010年に始まり、人型バージョンの初号機が完成した。
2015年5月には日本ALS協会（「ALS（筋萎縮性側索硬化症）と共に闘い、歩む」ことを趣旨とした非営利団体として1986年に設立）の総会で初めて使用され、4人の患者が全国からOriHimeを使用して参加した。この初使用は、遠隔参加の可能性を示す重要なマイルストーンとなった。以降、さまざまなバージョンが開発され、2018年にはOriHime-D（全長約120cm、移動可能なモデル）が発表。
2023年には「OriHime ver.2023」が発売され、レンタルサービスも開始。

### 歴史
オリィ研究所とOriHime開発の歴史をまとめる。
- 1998年 - 吉藤健太朗がストレスで3.5年間不登校、孤独感を経験。
- 2003年 - 福祉機器に着目し、孤独解消のための研究開始。
- 2007年 - オリィ研究所が6畳1間の活動サークルとしてスタート。
- 2010年 - OriHime（人型版）誕生、早稲田大学コンテストで受賞。
- 2011年 - 実証実験開始、病院や学校でのトライアル実施。
- 2012年9月 - 株式会社オリィ研究所として法人化。
- 2015年5月 - 日本ALS協会総会で初使用、4患者が遠隔参加。
- 2018年 - OriHime-D発表[2]、分身ロボットカフェ初開催（日本財団ビル）。
- 2021年 - 分身ロボットカフェDAWN ver.βがグッドデザイン賞受賞。
- 2022年 - DAWN ver.βがPrix Ars Electronica Golden Nica受賞。
- 2023年 - OriHime ver.2023発売、レンタルサービス開始。
- 2025年4月 - デンマークで初の海外分身ロボットカフェ開業[4]。

## 技術
OriHimeは、遠隔操作を可能にするための先進的な技術を備えている。標準的なOriHimeは手のひらに乗せられるサイズで、全長約20cm程度。カメラ、マイク、スピーカーを搭載し、インターネット経由で操作可能。首と腕を動かすことができ、操作者はOriHimeを通じて周囲を見渡し、会話することが可能。デザインは能面をモチーフにしており、操作者の顔は見えないが、OriHimeを通じてその人が「いる」ように感じられるよう工夫されている。
一方、OriHime-Dは全長約120cmで、14の関節用モータを内蔵し、前進後退や旋回が可能で、簡単な物をつかむこともできる。このモデルは、カフェでの接客やビル内の案内、作業現場の見回りなど、身体を動かす必要のある業務に適している。
また、OriHime Porter（オリヒメポーター）は、OriHime本体を移動用の台車に組み込んだモデルで、配膳や客の案内・誘導など広範囲での活動に適している。
これらのモデルは、プライバシーを保護しながら常時接続が可能で、負担のないコミュニケーションを実現する。

## 応用
OriHimeは、教育、仕事、社会活動のさまざまな場面で活用されている。
- 教育

OriHime教育（OriHime Education）は、入院や不登校、肢体不自由などにより学校に通えない生徒が、OriHimeを通じて教室に参加できるように設計されている。学校にOriHimeを設置し、生徒は自宅から操作して授業を受けることが可能。この取り組みは、誰もが教育を受ける権利を守ることを目指している。
- 仕事

テレワークのツールとして、特に障害を持つ人々の雇用を支援している。2015年からNTT東日本でのトライアルが始まり、在宅勤務者の孤独感や抵抗感を和らげ、チームワークの向上につながっている。
2024年7月16日からは、キョーワ薬局で障害を持つスタッフがOriHimeを操作して受付や商品説明を行う実証実験が開始された。
- 社会活動

分身ロボットカフェ「DAWN ver.β」は、東京日本橋で2021年6月に常設オープンし、外出困難なスタッフがOriHimeを遠隔操作して接客を行う。このカフェは2021年にグッドデザイン賞、2022年にアルスエレクトロニカ賞金賞（Golden Nica）を受賞した。また、2025年4月にはデンマークのオーフスで初の海外分身ロボットカフェが開業した。

## 影響と評価
OriHimeは、障害を持つ人々や外出困難な人々の社会参加を促進し、孤独の解消に大きく貢献している。特にOriHimeが障害者の「移動の制約」を克服する点については、日本政府（内閣府）が推進する「ムーンショット型研究開発制度」において「人々の幸福(Human Well-being)」の実現を目指し設定された10の目標の1つである「人が身体、脳、空間、時間の制約から解放された社会を実現」に通じる取組みと位置付けられる。
分身ロボットカフェ「DAWN ver.β」の成功は、社会的な注目を集め、2021年のグッドデザイン賞と2022年のPrix Ars Electronica Golden Nicaを受賞した。これらの賞は、OriHimeがデザインと社会貢献の両面で高く評価されていることを示す。また、メディアでも取り上げられ、例えばロボスタやPR TIMESでの報道を通じてその影響力が広がっている。